# روبین لیمی (شناگر)
روبین لیمی (به انگلیسی: Robin Leamy) (زادهٔ ۱ آوریل ۱۹۶۱) شناگر اهل ایالات متحده آمریکا است.